# Xã Moran, Michigan
Xã Moran (tiếng Anh: Moran Township) là một xã thuộc quận Mackinac, tiểu bang Michigan, Hoa Kỳ. Năm 2010, dân số của xã này là 994 người.